# Seduta spiritica

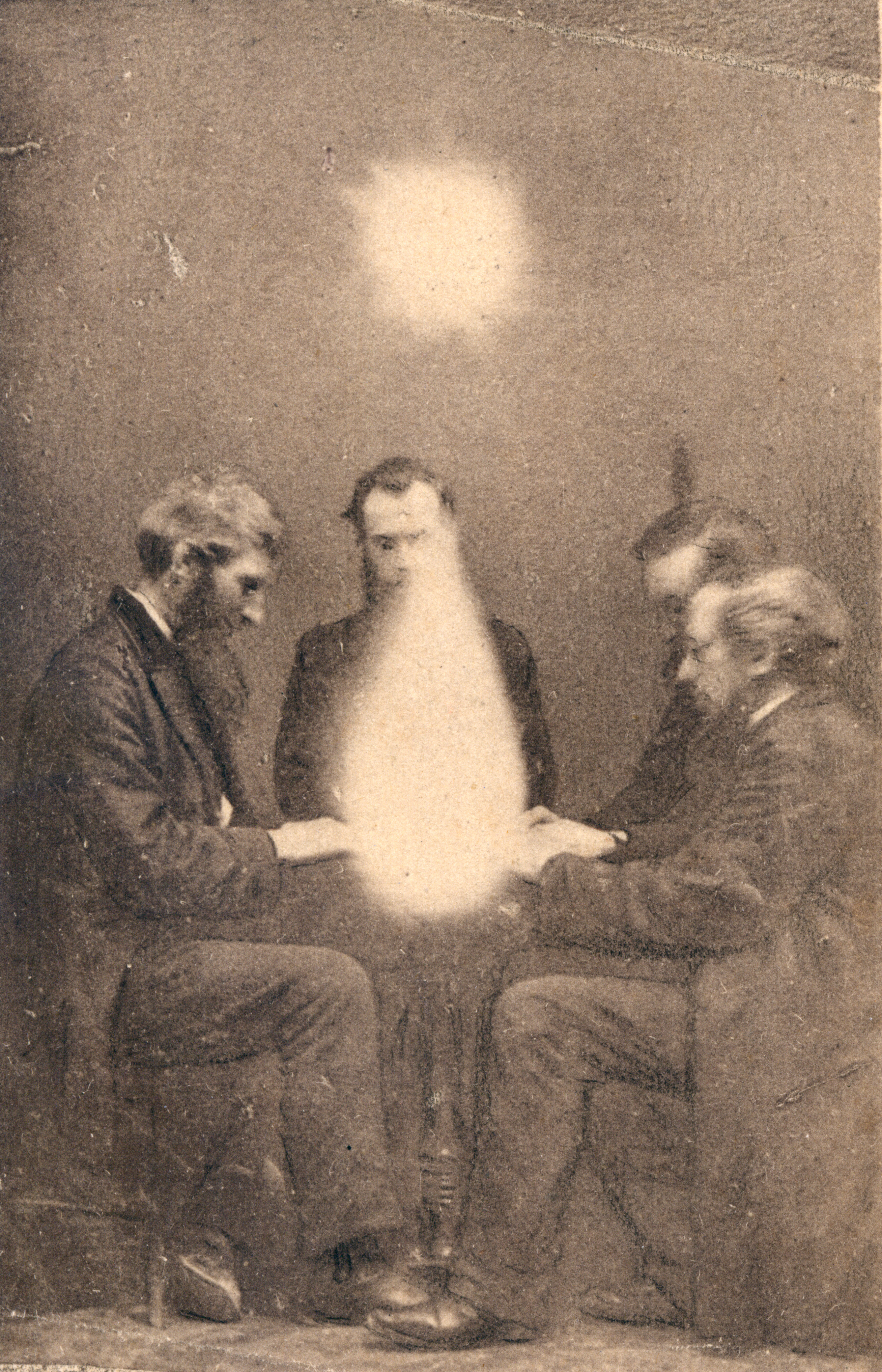
Fotografia del 1872 che ritrae una seduta condotta da John Beattie a Bristol, tratta dagli scritti di Albert de Rochas conservati presso la biblioteca della American Philosophical Society.

La seduta spiritica, detta anche seduta medianica, è una delle pratiche più famose usate nello spiritismo. È una riunione di persone che hanno in comune il desiderio di entrare in contatto con entità spirituali, soprattutto defunti, allo scopo di rivolgere loro domande specifiche. Presume in concreto una manifestazione degli spiriti ed implica un loro scambio di pensieri con i mortali.
Questo genere di contatti o colloqui verrebbero generalmente facilitati dall'intervento di un medium (letteralmente «tramite»).

## Descrizione
La seduta spiritica solitamente si svolge al chiuso seguendo particolari rituali, accorgimenti complessi e tecniche di evocazione.

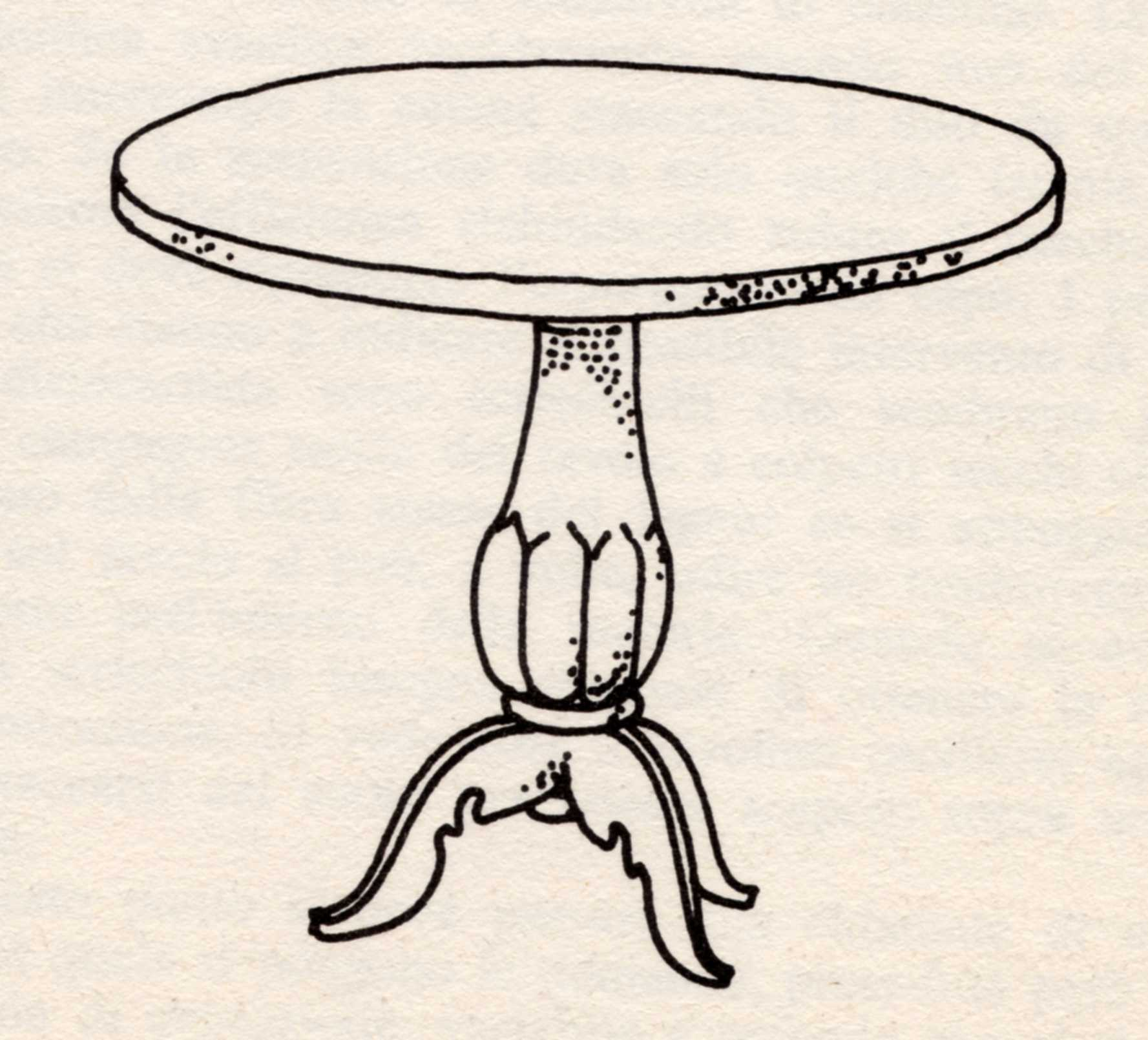
Tavolo per sedute spiritiche

L'ambiente più adatto è solitamente rappresentato da una stanza tranquilla, con pochi rumori esterni che impedirebbero la concentrazione, oppure all'aria aperta. Gli spiritisti affermano che le presunte comunicazioni di livello più elevato si otterrebbero sempre nelle sedute con pochi partecipanti.

### Il ruolo delmedium
Medium è una parola latina che significa mezzo, tramite. Tale termine indica quelle persone o quegli individui che affermano di far da tramite alle comunicazioni degli spiriti.
Il mezzo, grazie al quale il medium sostiene di mettersi in comunicazione con il mondo degli spiriti, sarebbe uno stato alterato della sua coscienza che viene chiamato "trance medianica". In tali circostanze di mutamento psicologico, il medium predisporrebbe la sua mente e condizionerebbe il suo corpo fisico a recepire le sollecitazioni degli spiriti e consentirebbe, in tal modo, l'esplicazione dei fenomeni paranormali di natura psichica o fisica, a seconda delle sue caratteristiche particolari.

### Adempimenti finali
Al termine delle comunicazioni occorrerebbe ringraziare lo spirito intervenuto e lasciarlo libero di andarsene perché, secondo gli spiritisti, l'entità non accomiatata potrebbe restare per un certo tempo prigioniera nel luogo di evocazione e provocare strani fenomeni, come oggetti che si muoverebbero da soli o rumori arcani.

## Le tecniche

### Con il tavolino

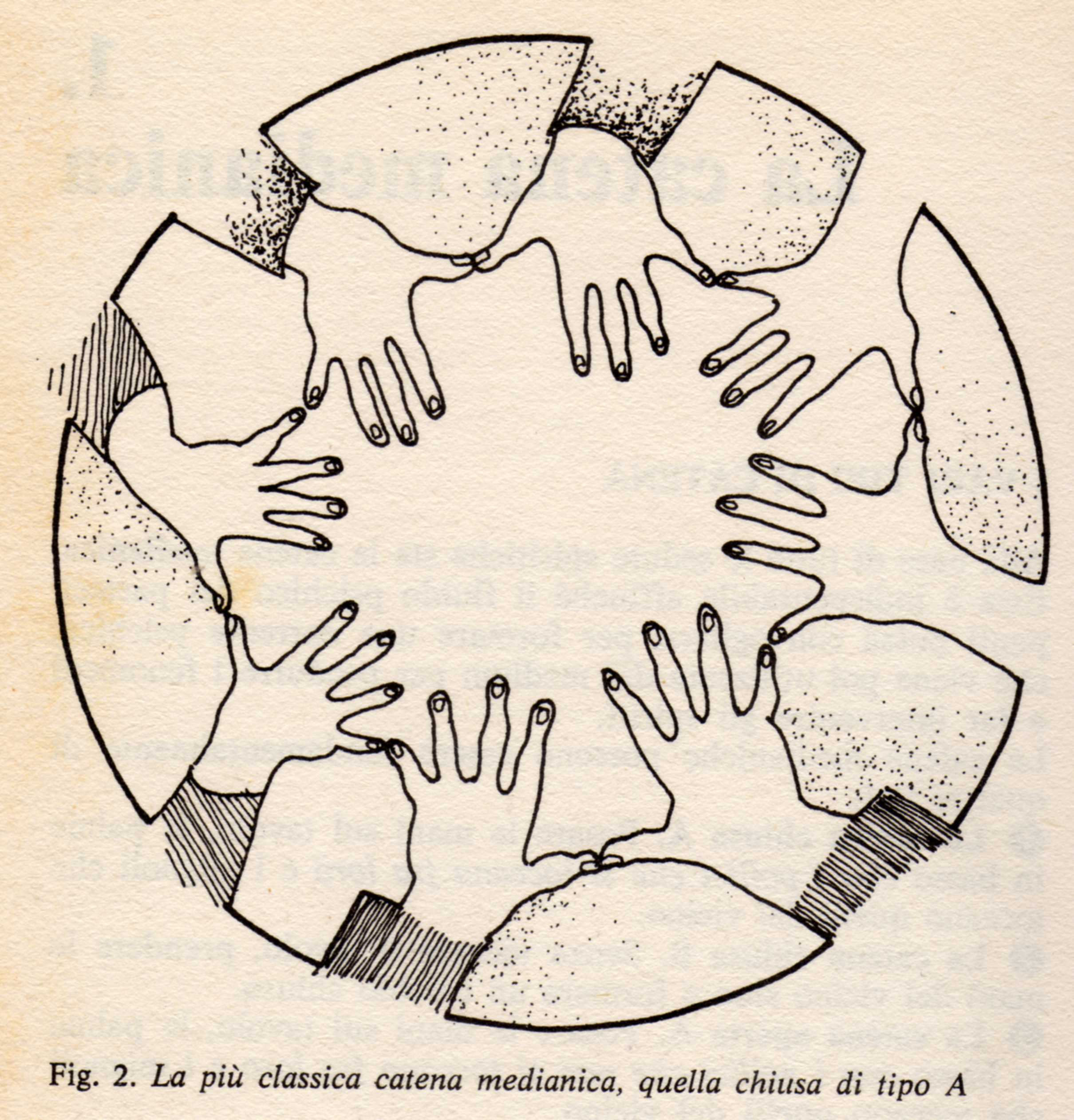
La catena medianica

I partecipanti alla seduta, riuniti attorno al tavolo, si pongono in silenzio e concentrazione, tentando di stabilire uno stato di tensione mentale ed emotiva che permetterebbe al medium di utilizzare l'energia del gruppo per richiamare a sé le forze necessarie ad un "contatto" con l'aldilà. I presenti formano una catena, tenendosi per mano o con altre modalità, e dopo qualche tempo il tavolino, secondo gli spiritisti, dovrebbe fremere, scricchiolare o addirittura alzarsi leggermente da una parte. Quel momento rappresenterebbe l'inizio della comunicazione con l'entità: il dialogo si svolgerebbe attraverso i classici colpi che andranno richiesti allo spirito come risposta alle domande formulate dai partecipanti secondo un codice predeterminato. Con la tecnica della trance invece il medium, una volta raggiunto il grado desiderato di concentrazione, ritiene di "dare voce" a defunti o altre entità spirituali che lancerebbero messaggi di vario genere parlando per conto dell'entità evocata.

### Con la tavola ouija
Un tipico sistema di interrogazione è quello della tavola ouija. Questo strumento consiste in una piccola tavola con le lettere dell'alfabeto e con i primi dieci numeri (da 0 a 9 o da 1 a 10). Sulla tavola o quadrante si colloca un piccolo pezzo di legno triangolare, che poggia su tre sfere di cristallo in modo che possa scorrere facilmente. Il medium e i partecipanti pongono il dito indice sul triangolo mobile e questo indicherebbe in successione le lettere e le cifre scritte formando parole, date, cifre e frasi di senso compiuto. Secondo gli scettici in realtà il fenomeno è dovuto ai movimenti ideomotori dei presenti che non sono in grado di mantenere il dito perfettamente fermo, le frasi composte sono il frutto delle aspettative inconsce di chi la muove: è sufficiente capovolgere le lettere e mischiarle perché la planchette inizi a comporre frasi completamente prive di senso.
La tavola è anche più semplicemente sostituita da lettere e numeri ritagliati e disposti a cerchio su di un tavolo, usando poi come planchette una moneta o un bicchiere.

## I possibili fenomeni fisici
Le sedute spiritiche non hanno nessun tipo di riconoscimento scientifico, e così anche i presunti fenomeni spesso a loro legati, come:
- levitazione di oggetti
- apporto e asporto di oggetti (dentro e fuori da un locale opportunamente chiuso)
- rumori e voci non ben identificabili (come il suono "ROARING"), può provenire anche dal terreno;
- improvvise folate di vento freddo e sensazione di freddo;

## Credenze
Fra le credenze legate a queste pratiche:
- i presenti devono restare uniti tenendosi per mano intorno al tavolo qualsiasi cosa accada;
- se anche uno solo dei presenti (pure se un terzo prende il suo posto) abbandona il tavolo e interrompe la catena, lo spirito resta intrappolato e non può fare ritorno al luogo di provenienza. Nei giorni successivi alla seduta, si verificano casi di poltergeist in cui l'entità tenta di ottenere una seconda seduta spiritica per rimettere le cose a posto, ovvero vendicarsi;
- la disposizione a cerchio e il tenersi per mano proteggono i presenti, in primis il medium, così come l'uso di simboli e tatuaggi;
- la sua energia e medianità fluiscono attraverso le mani di tutti presenti. Se i medium sono più di uno, le medianità si sommano. La medianità si trasmette per contatto fisico, e dopo alcune sedute anche i presenti potrebbero avere manifestazioni paranormali;
- è coinvolto nel fenomeno anche chiunque sia presente, pur non restando al tavolo.
- a seconda delle convinzioni personali, le entità possono essere persone defunte, oppure angeli, demoni, larve astrali, ecc. e parlano da una dimensione esterna alla nostra. Nella pratica spiritistica non vi sono garanzie che le entità invocate siano effettivamente i propri cari, nemmeno se forniscono informazioni personali che soltanto loro potevano conoscere in vita, ovvero se predicono eventi futuri, manifestando un'attenzione e amore particolari verso i presenti.[9]

Il medium chiama uno spirito-guida che svolge il ruolo di intermediario dal lato del mondo spirituale, governando la seduta per tenere lontane entità negative che tentano di manifestarsi. 
Se il medium chiede un'evocazione, l'entità si manifesta all'esterno, restando separato dalla coscienza dei presenti; se la invoca, entra nel corpo del medium, che può restare inabitato e cosciente, ovvero entrare in trance completamente posseduto dallo spirito, col risultato di parlare lingue sconosciute, con ricordi e un tono di voce che non sono i suoi.
Le entità vivono in una dimensione trascendente senza spazio, da cui segue che:
- se possono manifestarsi, possono farlo ovunque nella Terra siano chiamati e al limite in sedute spiritiche in più luoghi differenti contemporaneamente;
- a tutti è noto e sempre visibile il passato e futuro di ognuno di noi.

Ad opinione di alcuni domina su tutto la presenza di una divinità con la sua legge che vieta alle entità di interferire col libero arbitrio dell'uomo, fornendo informazioni che pure hanno e potrebbero essere utili tanto al progresso materiale o spirituale del singolo (per arricchirsi, evitare dolori o la morte), che della collettività dando la soluzione a problemi irrisolti della scienza.
Per alcuni è una sola dimensione trascendente dove non esiste neanche il tempo, per altri esiste un piano eterico intermedio tra quello fisico e quello puramente spirituale.
La comunità scientifica ritiene che tutti questi fenomeni abbiano spiegazioni naturali, come l'"autosuggestione" collettiva, o la pura e semplice frode, che è stata talvolta dimostrata anche da parte di medium famosi.
Secondo l'esoterista Rudolf Steiner, inoltre, nelle sedute spiritiche viene spesso fatta confusione sull'identità della persona morta con cui si ritiene di parlare, mentre si tratterebbe solo della sua proiezione dell'akasha.
(Rudolf Steiner)

## Casi celebri

### Il caso Moro
Il 10 giugno 1981, Romano Prodi fu chiamato a testimoniare davanti alla commissione Moro che indagava sul sequestro dello statista democristiano perché aveva dichiarato di aver partecipato, il 2 aprile 1978, ad una seduta durante un pranzo familiare in campagna con alcuni amici, tra i quali gli economisti Mario Baldassarri e Alberto Clò, quest'ultimo propositore dell'esperimento divinatorio e proprietario della casa, che ebbero un ruolo mai del tutto chiarito nel reperimento delle indicazioni su un possibile luogo di detenzione dello statista. 
Secondo quanto riferito dai tre economisti (al tempo vicini politicamente alla Democrazia Cristiana), durante una presunta seduta spiritica effettuata il 2 aprile 1978 si sarebbero formate davanti agli astanti le parole Viterbo, Bolsena e Gradoli; quest'ultima ("Gradoli") coincideva con il nome della strada in cui si trovava un covo impiegato dal brigatista Mario Moretti, che aveva guidato l'operazione in via Fani (ma in cui Moro non era stato tenuto prigioniero).

### Il messaggio di Houdini
Il famoso prestigiatore Harry Houdini partecipò a diverse sedute spiritiche per cercare di entrare in contatto con la madre morta. Avendo scoperto alcuni trucchi, grazie alla sua conoscenza delle tecniche di illusionismo, decise di mettere alla prova sistematicamente i medium della sua epoca, sconfessandoli pubblicamente. La sua sfida ai medium continuò anche dopo la morte, perché lasciò alla moglie una frase segreta di dieci parole che i medium avrebbero dovuto ripetere come prova d'essere entrati in contatto con lui. Sebbene numerosi medium affermassero di aver parlato con Houdini, nessuno di loro trovò la frase segreta.

### Eusapia Palladino
Tra la fine del XIX e l'inizio del XX secolo la medium Eusapia Palladino fece molto parlare di sé e, nonostante i fenomeni che la riguardavano paressero inspiegabili e avessero suscitato vivissimo interesse, vari scienziati riuscirono a svelare e comprendere molti dei suoi trucchi. Esistono numerose fonti sull'argomento, tra cui una serie di articoli pubblicati tra il 1906 e il 1907 sul Corriere della Sera dal giornalista Luigi Barzini senior, poi raccolti nel libro Nel mondo dei misteri con Eusapia Palladino (1907).